# Dahlbergska teatern
Dahlbergska teatern var en teater i Norrköping, aktiv mellan 1791 och 1798. 
Teatern uppfördes av traktören och gördelmakaren Erik Adolf Dahlberg som en konkurrent till Egges teater. Den inrymdes i en gammal tobakslada gården Gamla Rådstugugatan 42-44, som byggdes om till en teater. Teatern invigdes julveckan 1791 och ska ha haft framgång under de år den var verksam. Den ersattes 1798 av Saltängsteatern. 